# Jarquez Hunter
Jarquez Hunter (Meridian, 29 dicembre 2002) è un giocatore di football americano statunitense che milita nel ruolo di running back per i Los Angeles Rams della National Football League (NFL).

## Carriera universitaria
Nella sua prima stagione ad Auburn nel 2021, Hunter fu la riserva di Tank Bigsby. Nel secondo turno contro Alabama State stabilì un record per la più lunga corsa nella storia dei Tigers, con un touchdown da 94 yard. Chiuse l’annata con 593 yard corse a una media di 6,7 yard a possesso. Nel 2022 corse 668 yard a una media di 6,4 yard a possesso. Nel 2023 salì a 909 yard corse, mentre nel 2024 ebbe un primato personale di 1.201 yard corse e 8 touchdown.

## Carriera professionistica

### Los Angeles Rams
Hunter fu scelto nel corso del quarto giro (117º assoluto) del Draft NFL 2025 dai Los Angeles Rams. 